# Owstonia macrophthalmus
Owstonia macrophthalmus is een straalvinnige vissensoort uit de familie van lintvissen (Cepolidae). De wetenschappelijke naam van de soort is voor het eerst geldig gepubliceerd in 1985 door Fourmanoir.